# Trespass
Trespass är progrockgruppen Genesis andra album, utgivet i oktober 1970. Med sina långa och teatraliska låtar förebådar Genesis här mycket av den stil de skulle utveckla ytterligare på de kommande albumen Nursery Cryme och Foxtrot. 
Det är gitarristen Anthony Phillips sista, och trummisen John Mayhews enda, album med gruppen. De ersattes av Steve Hackett respektive Phil Collins på nästa album.

## Låtlista
Samtliga låtar skrivna av Tony Banks, Peter Gabriel, Anthony Phillips och Mike Rutherford.
1. "Looking for Someone" - 7:06
2. "White Mountain" - 6:42
3. "Visions of Angles" - 6:50
4. "Stagnation" - 8:48
5. "Dusk" - 4:13
6. "The Knife" - 8:56